# Calicogorgia investigatoris
Calicogorgia investigatoris is een zachte koraalsoort uit de familie Acanthogorgiidae. De koraalsoort komt uit het geslacht Calicogorgia. Calicogorgia investigatoris werd in 1906 voor het eerst wetenschappelijk beschreven door Thomson & Henderson. 